# ドイツの州首相一覧

各州における連立政権の構成党派

ドイツの州首相一覧（ドイツのしゅうしゅしょうのいちらん）は、現職のドイツの州首相（Ministerpräsident）についての一覧である。
なお、ベルリン・ハンブルク・ブレーメンは都市州であるため、正式な官職名はそれぞれ「統治者である市長(Regierender Bürgermeister)」・「第一市長(Erster Bürgermeister)」・「市長(Bürgermeister)」である。

## 歴代の州首相

歴代の州首相

## 現職者の一覧
| 連邦州                             | 氏名 | 氏名                             | 年齢 | 就任日         | 次回の州議会選 | 所属政党 | 所属政党                 | 与党            |
| ---------------------------------- | ---- | -------------------------------- | ---- | -------------- | -------------- | -------- | ------------------------ | --------------- |
| バーデン＝ヴュルテンベルク州       |      | ヴィンフリート・クレッチュマン   | 77   | 2011年5月12日  | 2026年         |          | 同盟90/緑の党            | Grüne CDU       |
| バイエルン州                       |      | マルクス・ゼーダー               | 58   | 2018年3月16日  | 2028年         |          | キリスト教社会同盟       | CSU FW          |
| ベルリン市                         |      | カイ・ウェグナー                 | 52   | 2023年4月27日  | 2026年         |          | ドイツキリスト教民主同盟 | CDU SPD         |
| ブランデンブルク州                 |      | ディートマー・ヴォイトケ         | 63   | 2013年8月28日  | 2029年         |          | ドイツ社会民主党         | SPD BSW         |
| 自由ハンザ都市ブレーメン           |      | アンドレアス・ボウェンシュルト   | 59   | 2019年8月15日  | 2027年         |          | ドイツ社会民主党         | SPD Grüne Linke |
| 自由ハンザ都市ハンブルク           |      | ペーター・チェンチャー           | 59   | 2018年3月28日  | 2025年         |          | ドイツ社会民主党         | SPD Grüne       |
| ヘッセン州                         |      | ボリス・ライン                   | 53   | 2022年5月31日  | 2028年         |          | ドイツキリスト教民主同盟 | CDU SPD         |
| メクレンブルク＝フォアポンメルン州 |      | マヌエラ・シュヴェーズィヒ       | 51   | 2017年7月4日   | 2026年         |          | ドイツ社会民主党         | SPD Linke       |
| ニーダーザクセン州                 |      | オラフ・リース                   | 58   | 2025年5月21日  | 2027年         |          | ドイツ社会民主党         | SPD Grüne       |
| ノルトライン＝ヴェストファーレン州 |      | ヘンドリック・ブスト             | 49   | 2021年10月27日 | 2027年         |          | ドイツキリスト教民主同盟 | CDU Grüne       |
| ラインラント＝プファルツ州         |      | アレクサンダー・シュヴァイツァー | 51   | 2024年7月10日  | 2026年         |          | ドイツ社会民主党         | SPD FDP Grüne   |
| ザールラント州                     |      | アンケ・レーリンガー             | 47   | 2022年4月25日  | 2027年         |          | ドイツキリスト教民主同盟 | CDU             |
| ザクセン自由州                     |      | ミヒャエル・クレッチマー         | 50   | 2017年12月13日 | 2029年         |          | ドイツキリスト教民主同盟 | CDU SPD         |
| ザクセン＝アンハルト州             |      | ライナー・ハーゼロフ             | 71   | 2011年4月19日  | 2026年         |          | ドイツキリスト教民主同盟 | CDU SPD FDP     |
| シュレースヴィヒ＝ホルシュタイン州 |      | ダニエル・ギュンター             | 51   | 2017年6月28日  | 2027年         |          | ドイツキリスト教民主同盟 | CDU Green       |
| テューリンゲン州                   |      | マリオ・フォークト               | 48   | 2024年12月12日 | 2029年         |          | CDU                      | CDU BSW SPD     |